# Bildungssystem in Tschechien

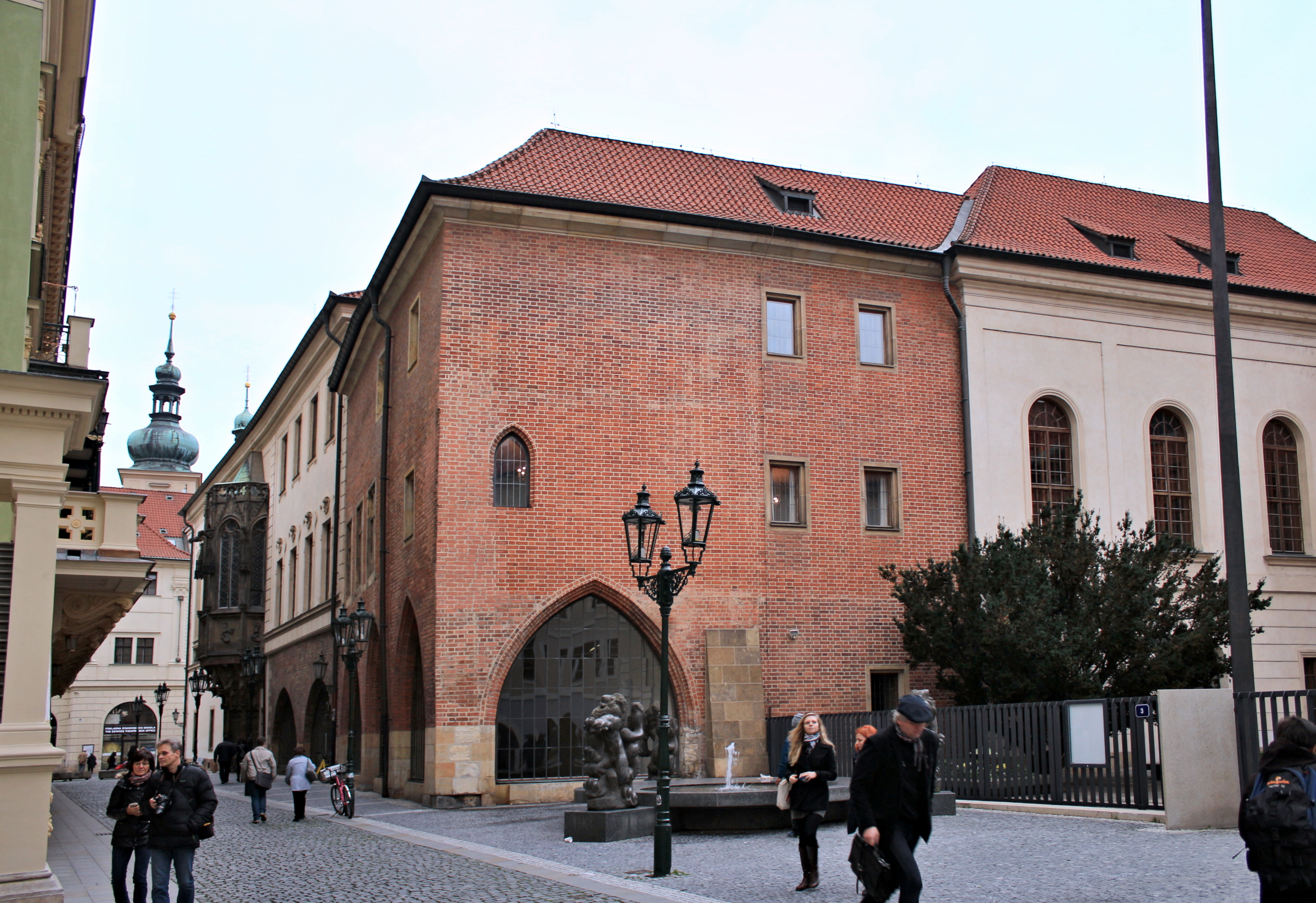
Die Prager Karls-Universität ist die älteste Universität in Mitteleuropa

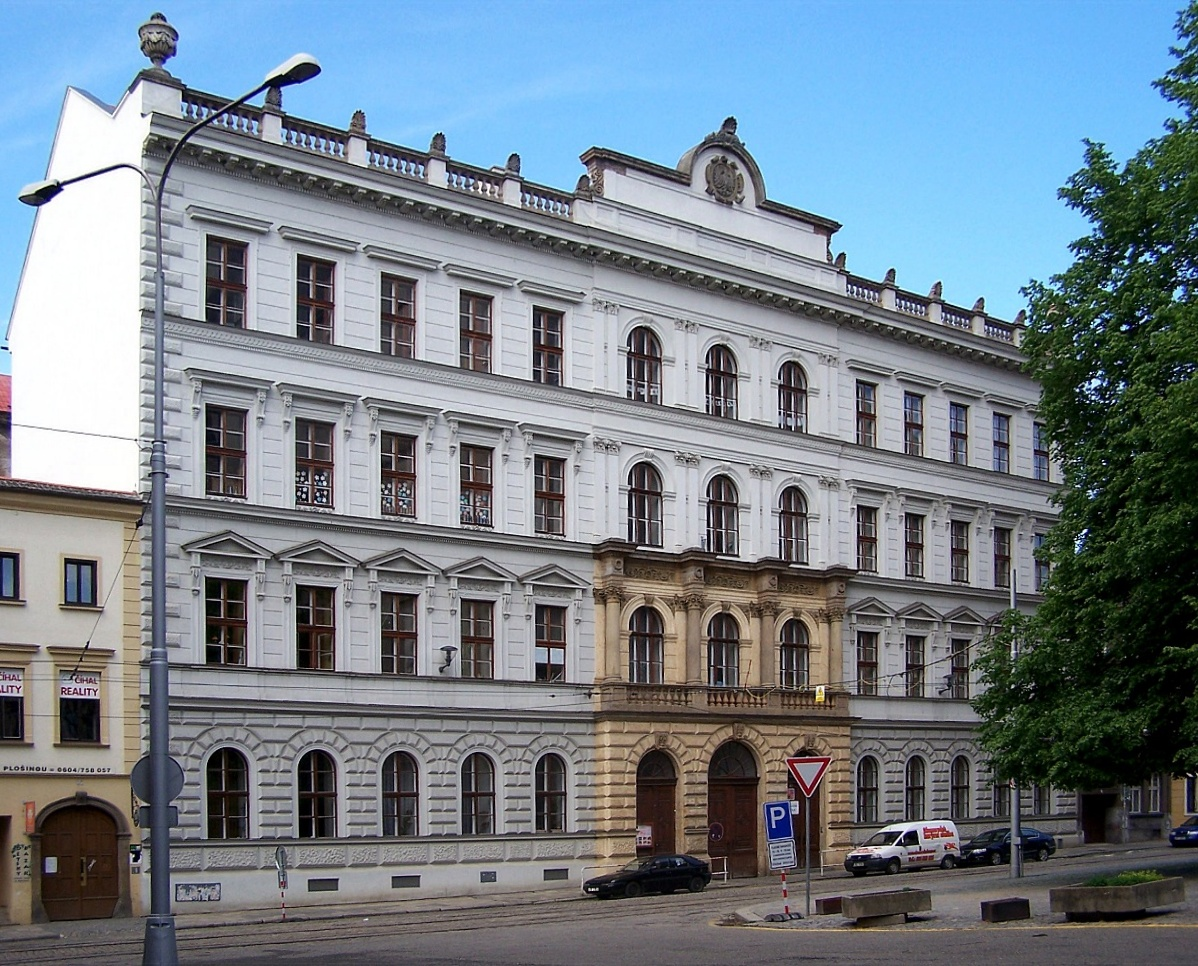
1874 errichtete Realschule Komenium in Ölmütz

Das Bildungssystem in Tschechien umfasst die Vor- und Grundschule, Sekundarschule und nachfolgende tertiäre Bildungseinrichtungen.

## Allgemeines
Das tschechische Bildungssystem untersteht dem Ministerium für Bildung, Jugend und Sport.
Das Schuljahr beginnt am ersten Septemberwochentag und endet am letzten Juniwochentag. Es gliedert sich in zwei Halbjahre mit den Prüfungen am Ende. Normalerweise dauert das erste vom 1. September bis 30. Januar und das zweite vom 1. Februar bis 30. Juni, jeweils getrennt durch eine eintägige Pause und die Sommerferien. Die lokalen Termine, zusammen mit Ferien und Pausen, werden von jeder Schule einzeln bekannt gegeben und können leicht variieren.
Die Grundschule ist für Kinder von sechs bis fünfzehn Jahren obligatorisch. Danach besuchen die meisten ein Gymnasium oder eine Berufsschule, nur einige Schüler verlassen das Bildungssystem ganz. Für Schüler im Alter von zwei bis fünf Jahren gibt es Vorschulen (mateřská škola), die in der Regel erst im letzten Jahr vor der Pflichtschule staatlich finanziert werden. Danach müssen die Eltern Schreibwaren und das Schulessen bezahlen. 
Es gibt im ganzen Land eine Reihe von Privatschulen. Trotz geringer Religiosität der Bevölkerung sind die kirchlichen Privatschulen begehrt.

## Grundschule
Die Grundschule (tschechisch Základní škola) besteht aus neun Klassen, die in zwei Stufen gruppiert sind.

### Erste Stufe

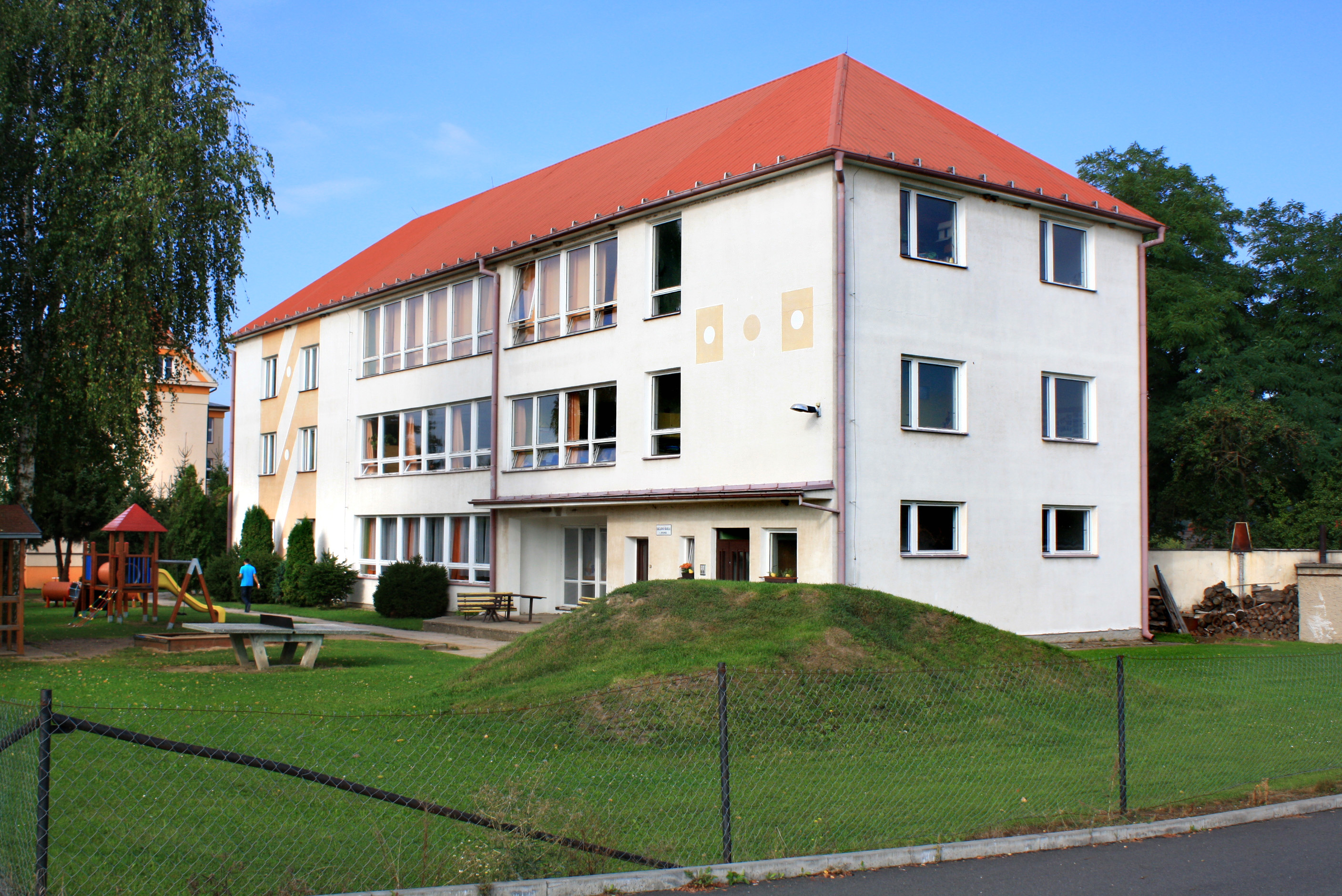
Grundschule in Brodce

Die erste Stufe umfasst die ersten fünf Jahre. Den Unterricht erteilt ein einziger Lehrer, ausgenommen Fremdsprachen oder Sport. Die Fächer umfassen Tschechisch und eine Fremdsprache (normalerweise Englisch), Mathematik, Informatik, Geschichte, Geographie, Wissenschaft, Kunst, Musik, Sport und Handwerk. In der Regel gibt es in jeder Gemeinde eine Schule der ersten Stufe. In kleineren Gemeinden mit geringen Schülerzahlen wird in Nachbargemeinden unterrichtet.

### Zweite Stufe
Die nächsten vier Jahre der obligatorischen Grundschule bilden die zweite Stufe. Die Fächer sind Tschechisch, tschechische Literatur, eine Pflichtfremdsprache und eine Wahlfremdsprache, Mathematik, Informatik, Geschichte, Geographie, Bürgerkunde, Physik, Biologie, Chemie, Musik, Kunst, Sportunterricht und Handwerk. Einige dieser Fächer sind nur in der 8. und 9. Klasse Pflicht.
Die Schüler werden entweder in derselben Grundschule wie in der ersten Stufe unterrichtet oder an einem achtjährigen Gymnasium (osmileté gymnázium) oder einem sechsjährigen Gymnasium (šestileté gymnázium). Die Fortsetzung einer Grundschule ist heute die verbreitetste Option, sechsjährige Gymnasien sind selten.

### Sonder- und Praxisschulen
Förderschulen für entwicklungsbehinderte Kinder, die nicht an der Regelschule teilnehmen können, waren früher in Tschechien üblich. Die unterrichteten Fächer waren begrenzt, sodass die Abgänger nicht in der Lage waren, alle Arten der Sekundarbildung fortzusetzen. Förderschulen wurden durch Grund- und Praxisschulen ersetzt, in denen das Problem der Überrepräsentation der Roma-Schüler weiterbesteht. Es gibt Grundschulen, die normalerweise in derselben Einrichtung unterrichtet werden. Diese unterrichten das Äquivalent der ersten und zweiten Stufe und ein- bis zweijährige Nebenkurse nach dem Alter von fünfzehn Jahren. Die Ausbildung ist vor allem praktisch, um den Schülern Selbstbestimmung beizubringen. Inzwischen wird eine „inklusive Bildung“ von leistungsschwachen oder geistig behinderten Kindern in normalen Schulen mit Unterstützung eines Sonderlehrers immer häufiger.

## Sekundarschule
Seit dem Schuljahr 2016/2017 müssen weiterführende Schulen, die Schüler zum Abitur führen, einen Aufnahmetest in Mathematik und tschechischer Sprache abnehmen. Dieser Test wird zentral von CERMAT durchgeführt. Schulen können auch ihre eigenen separaten Tests einführen. Die Tests vergrößern die sozialen Unterschiede, weil es bspw. bezahlte Vorbereitungskurse gibt, die sich nicht alle leisten können.

### Berufsschule, Fachschule und Lyceum
Berufsschulzeugnisse werden nach einem zwei- oder dreijährigen Kurs und einer Abschlussprüfung durch die Mittlere Berufsschule (střední odborné učiliště, SOU) ausgestellt. Es gibt auch zweijährige Berufsausbildungskurse ohne Zertifikat.
Einige Berufsschulen bieten neben dem Berufszeugnis, das das Studium an einer Fachhochschule ermöglicht, ein allgemeinbildendes Abitur an. Die Schuldauer beträft vier Jahre wie bei anderen Schulen, die das Abitur anbieten. Der Schüler muss beide Prüfungen bestehen, um den Abschluss zu erreichen: Fachmittelschule (střední odborná škola, SOŠ). Es gibt eine Vielzahl von industriellen und technischen Abschlüssen, einschließlich technischer Chemie, Elektrotechnik, Landwirtschaft, Informationstechnik (IT) oder Wirtschaft.
Ein Lyceum ist eine beruflich ausgerichtete, weiterführende Schule, die einen allgemeineren Lehrplan unterrichtet. Akademische Fächer wie Geschichte und Geographie werden gründlicher unterrichtet als in einer normalen Berufsschule. Es gibt technische, pädagogische, medizinische, wissenschaftliche und militärische (in Zusammenarbeit mit dem Verteidigungsministerium) Lyceen.

### Gymnasium
Die Gymnasien sind entweder acht- und sechsjährig oder gehören als vierjährige Form direkt zu den Grundschulen. Sie vermitteln eine Allgemeinbildung oder spezialisieren sich auf körperliche oder musikalische Bildung. Die längeren allgemeinbildenden Gymnasien können sich auch für eine Spezialisierung entscheiden. Die Fächer sind die gleichen wie in der zweiten Stufe der Grundschulen, aber nur in der Klasse zehn und elf obligatorisch (Mathematik auch in der 12. Klasse, Tschechisch und zwei Fremdsprachen bis Klasse dreizehn). Schulen können diese Fächer in den letzten zwei Schuljahren verpflichtend machen, oder die Schüler können mehr Wahlfächer haben als das vorgeschriebene Minimum.

### Maturita
Maturita heißt der Abschluss der vierjährigen Sekundarschulen und ist eine Voraussetzung für Hochschul- und Universitätsstudien. Dieser Abschluss entspricht aus historischer Sicht der österreichischen Matura oder dem deutschen Abitur. Jeder Schüler muss eine Prüfung in tschechischer Sprache und Weltliteratur ablegen, bestehend aus einer Lese- und Grammatikprüfung, einer Schreibprüfung und einer mündlichen Literaturprüfung. Das zweite Fach muss entweder Mathematik oder eine Fremdsprache sein (Englisch, Deutsch, Französisch, Spanisch oder Russisch, einschließlich Schreiben, Lesen, Sprechen und Zuhören, auf B1-Niveau des Gemeinsamen Europäischen Referenzrahmens für Sprachen). Die Prüfungen für diese Pflichtfächer werden seit 2011 standardisiert und von CERMAT erstellt. Die anderen zwei oder drei Prüfungen, die der Schüler zu diesem Zeitpunkt ablegt, werden von der Schule entwickelt.

## Tertiärbildung

### Fachhochschulen
Fachhochschulen (vysoká odborná škola, VOŠ) bieten eine Hochschulausbildung an und sind in der Regel mit beruflichen Gymnasien verbunden. Vor ihrem Abschluss müssen die Studenten Abschlussprüfungen (absolutorium) ablegen und eine Abschlussarbeit schreiben. Die Absolventen haben das Recht, nach ihrem Namen den Ehren „DiS“ (diplomovaní specialista, Diplomierter Spezialist im Fachbereich) zu verwenden.

### Hochschulen und Universitäten

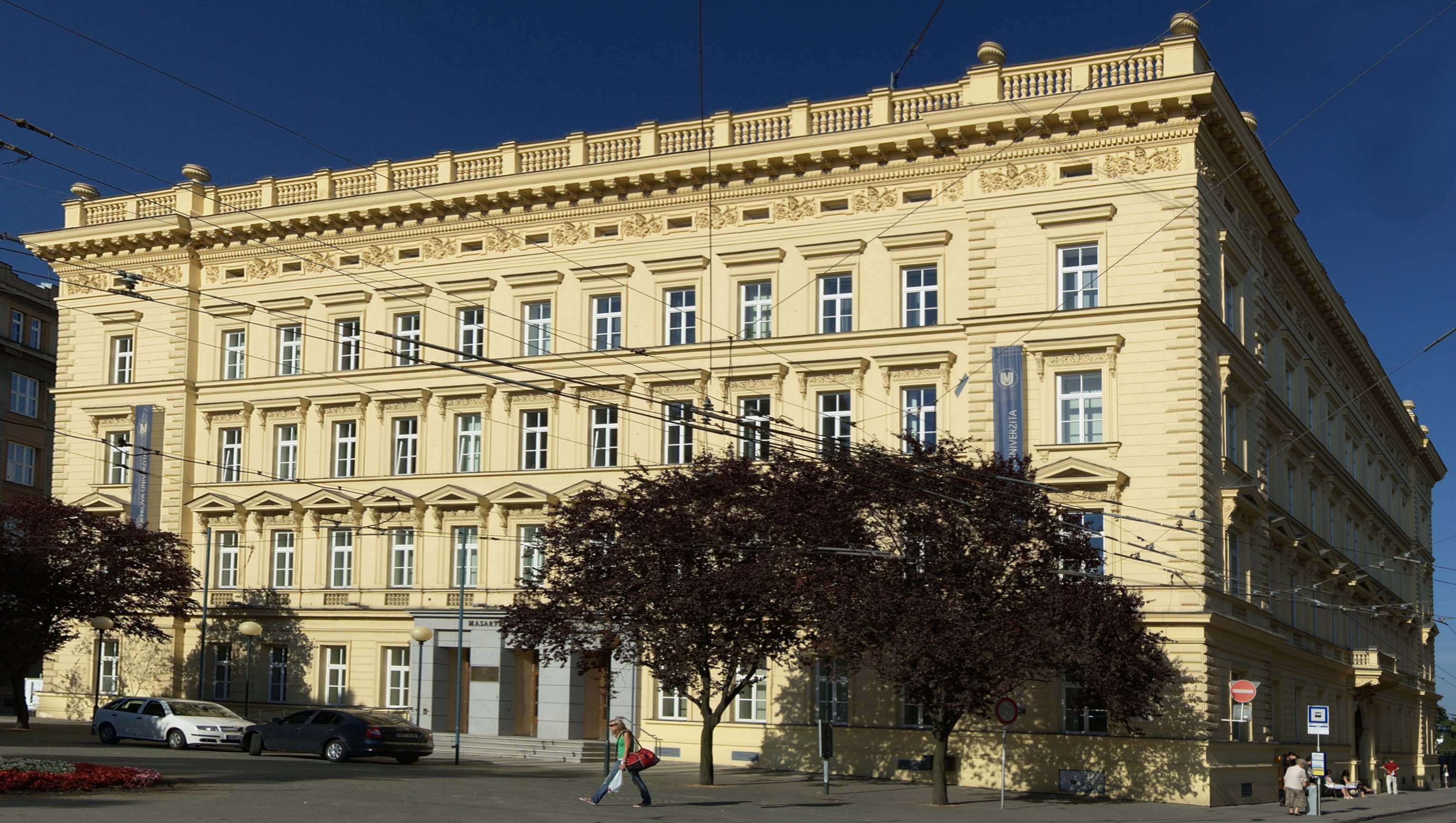
Kounic-Palast der Universität Brünn, heute Verwaltungssitz

Die Hochschulbildung in der Tschechischen Republik findet an öffentlichen und privaten Universitäten sowie staatlichen Polizei- und Militärausbildungsakademien statt. Das Studium an öffentlichen Hochschulen ist unbegrenzt und kostenlos für Erststudenten, aber nach dem 26. Lebensjahr erhält der Begleiter keinen Studentenstatus mehr bei Sozialdiensten, und die Krankenversicherung wird nicht staatlich finanziert.
Die Hochschulausbildung dauert 2 bis 6 Jahre, je nach Studienabschluss:
- Bachelor-Studiengänge dauern in der Regel 3 Jahre, Titel Bc. (bakalář) oder BcA. (bakalář umění, nur künstlerische Fachgebiete), Maturita ist erforderlich. Die Studenten müssen die Staatsprüfung als Abschluss bestehen (státní zkouška). Trotz ihres Namens ist diese nicht vom Staat organisiert, sondern von den Universitäten selbst.
- Masterstudiengänge: Bachelor-Abschluss erforderlich, außer Jura, Pharmazie, Zahnmedizin und Medizin (6 Jahre Studium, Maturita erforderlich). Sie werden durch eine Abschlussprüfung (státní zkouška, für die Medizin státní rigorózní zkoušky) und das Doktorat abgeschlossen.

## Geschichte

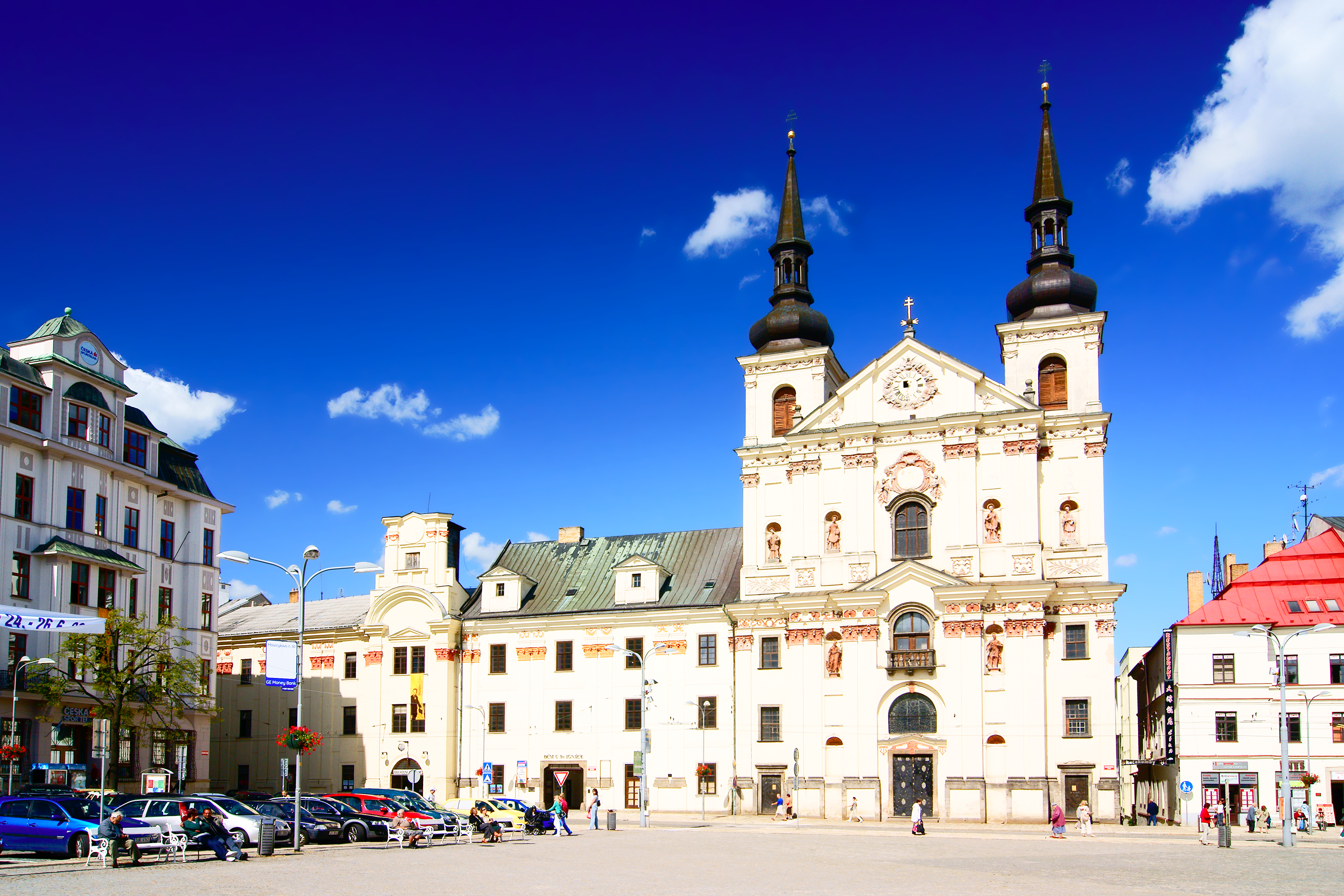
Jesuitenkolleg, Ignatiuskirche am Masarykplatz in Iglau

### Schulwesen
Die erste tschechische Schule war wohl eine Adelsschule auf der Burg Budeč u Zákolan im 10. Jahrhundert noch vor der Prager Domschule (nach 973). Danach taten vor allem die Benediktinerklöster viel für die Bildung. Durch die Hussiten und die Brüdergemeinde (Petr Chelčický) wurde die allgemeine Alphabetisierung, auch von Frauen, stark gefördert. Die zahlreichen Jesuitenschulen sollten dem protestantischen Glauben entgegenwirken, zuerst das Klementinum in der Prager Altstadt (1556). Später folgten das Kleinseitner Gymnasium und die Schule beim heiligen Ignatius in der Prager Neustadt auf dem Karlsplatz. Weitere Jesuitenschulen gab es in Krumau, Komotau (sehr umkämpft), Leitmeritz, Iglau (Johann Stamitz), Znaim, Brünn (Josef Dobrovský), Königgrätz und in Telc. Nach der Auflösung des Jesuitenordens 1773 wurden sie meist in deutschsprachige Gymnasien umgewandelt, zu den Schülern der nachfolgenden Piaristen in Prag gehörten Rilke und Mahler. Kafka besuchte hingegen das 1872 neu gegründete Prager Realgymnasium. Das tschechischsprachige Mädchengymnasium Minerva war 1890 das erste in Mitteleuropa, Kafkas Freundin Milena Jesenská besuchte es.

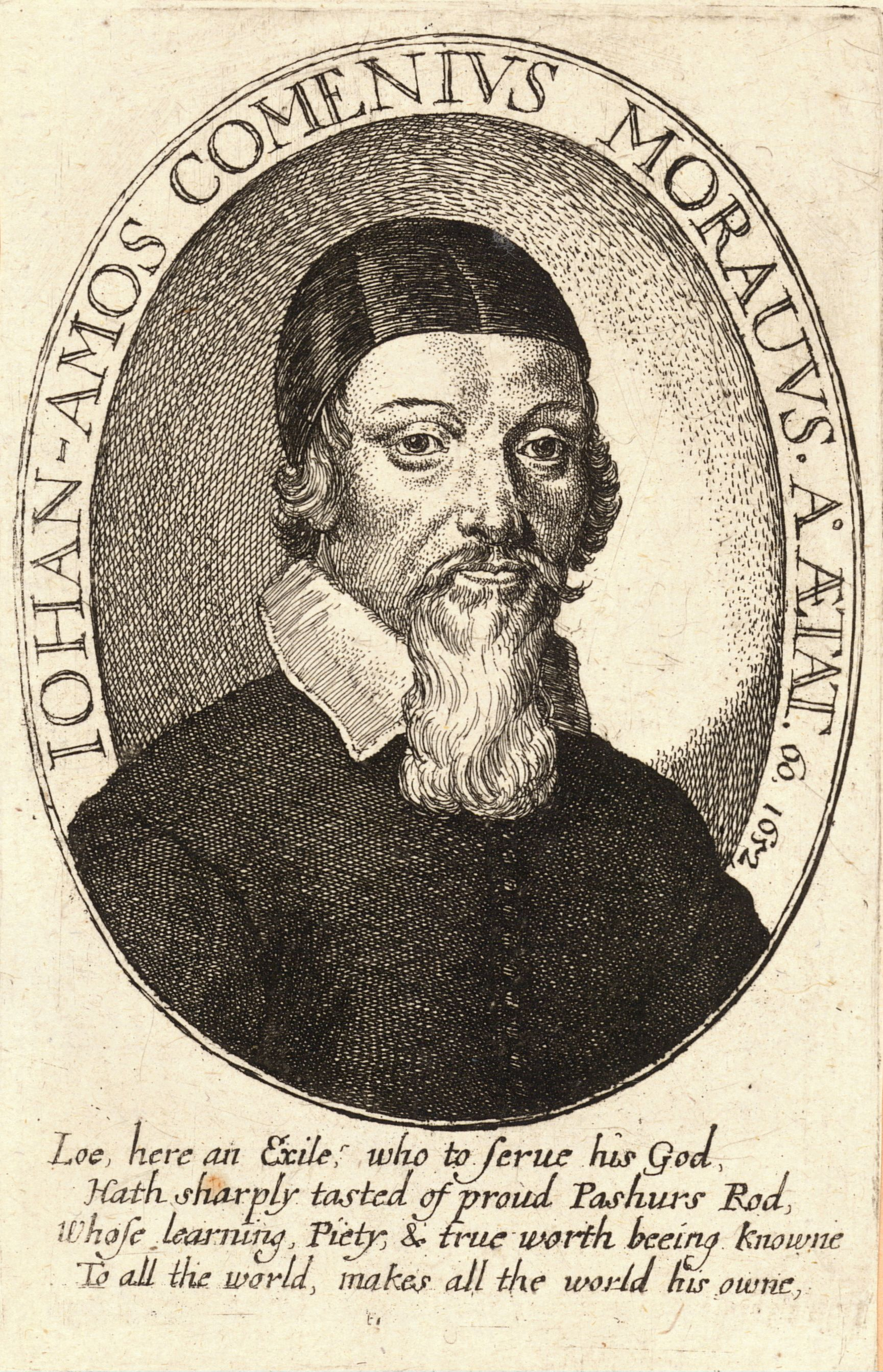
Comenius

Der große tschechische Pädagoge Johann Amos Comenius strebte schon im 17. Jahrhundert eine allgemeine Schulpflicht an. Sein Geburtstag am 28. März ist der Tag des Lehrers. Die Schulpflicht wurde bereits 1774 für sechs Schuljahre in der Trivialschule (Lesen, Schreiben und Rechnen) durch Maria Theresia eingeführt. Auch Präparandenanstalten zur Lehrerausbildung kamen auf. Die Einführung der achtjährigen Schulpflicht im Jahre 1869 bewirkte, dass bereits im 19. Jahrhundert 96,8 % der Bevölkerung der Böhmischen Länder alphabetisiert waren. Die starke Germanisierung bewirkte eine Gegenbewegung der Nationalaufklärung bzw. die Tschechische Nationale Wiedergeburt (Národní obrození) zum Erhalt der tschechischen Sprache und Kultur. Ab 1860 stieg die Zahl der tschechischsprachigen Schulen schnell, und 1881 unterrichteten bereits 45 % der Sekundarschulen auf Tschechisch. Ein weiterer Zug, der mit der Industrialisierung einherging, war das hohe Interesse an der Realschule und dem Realgymnasium, die auf die alten Sprachen verzichteten. 
Trotz der tschechoslowakischen Unabhängigkeit ab 1918 mit der Auflösung Österreich-Ungarns in Folge des Ersten Weltkriegs bestanden nicht wenige deutsche Schulen weiter, weil die Eltern dies forderten und weil besonders in den Grenzgebieten und einigen Sprachinseln (Iglauer Sprachinsel, Schönhengstgau und weitere) traditionell ein hoher Anteil an deutschsprachiger Bevölkerung lebte. Die Tschechoslowakei stand in der Zwischenkriegszeit im Ruf, eines der besten Bildungssysteme zu unterhalten. In der sozialistischen Tschechoslowakei von 1948 bis 1990 wurde eine neunjährige Gesamtschule eingeführt. Zu den Fächern gehörte Wehrerziehung. Der Religionsunterricht wurde in dieser Zeit abgeschafft, weil er nicht der realsozialistischen Ideologie entsprach. Religionsunterricht fakultativ wieder einzuführen, gelang 1990 nach der Samtenen Revolution, stand aber nicht im Zentrum wie im traditionell stark katholisierten Polen, da die Religiosität in der tschechischen Bevölkerung eher eine Nebenrolle spielt. Je nach Studie zeigten sich 45 bis 70 Prozent als keiner Religion zugehörig.

### Hochschulwesen
Am 7. April 1348 gründete Kaiser Karl IV. die Karlsuniversität in Prag. Die zweite Universität in der heutigen Tschechischen Republik wurde 1576 gegründet (Palacký-Universität Olmütz), um im Zuge der Gegenreformation dem Einfluss der Protestanten entgegenzuwirken, die vorerst die Prager Universität kontrollierten. Im 19. Jahrhundert kamen unter den Habsburgern einige Technische Hochschulen hinzu, den Anfang machte 1806 das „Böhmische Ständische Polytechnische Institut in Prag“ (nach dem französischen Modell der École Polytechnique), hinzu kamen nach und nach weitere technische Schulen wie die in Ostrau (1849), Brünn (1899) sowie die Agraruniversität Prag (1906). Anfänglich wurden Veranstaltungen utraquistisch (= beidseitig) deutsch und tschechisch gegeben, dann wurden parallele Einrichtungen nebeneinander geschaffen, die deutschen wurden 1945 geschlossen.

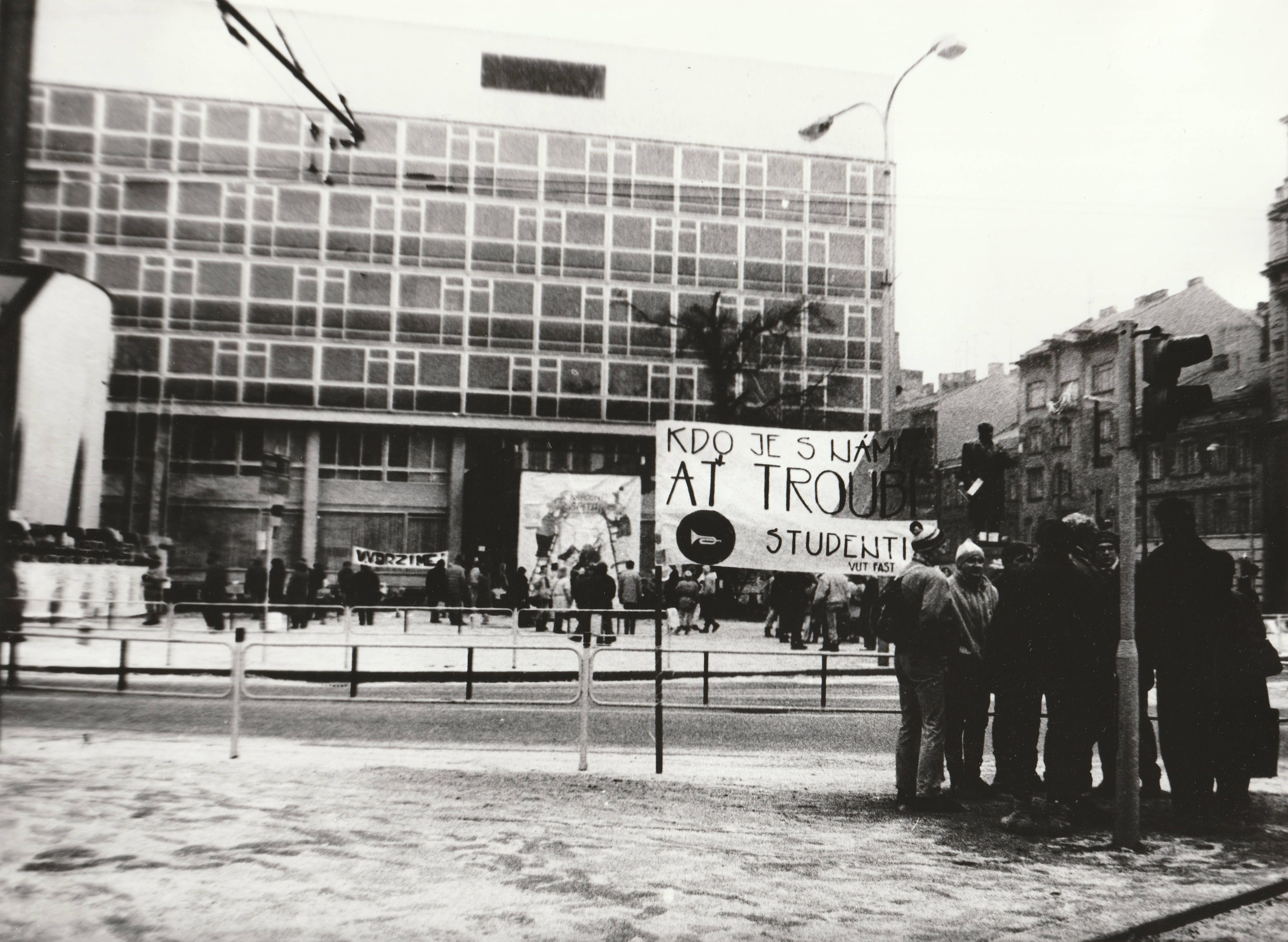
Studentenprotest in Brünn im Zuge der Samtenen Revolution

Nach der Gründung des tschechoslowakischen Staates 1918 wurden weitere Universitäten gegründet, wie die Masaryk-Universität in Brünn – heute die zweitgrößte Universität in Tschechien. Die erste Kunsthochschule war 1926 die Akademie der Bildenden Künste Prag. Zu einem drastischen Abbau führte die deutsche Zerschlagung und Besetzung der Tschechoslowakei ab 1939. Durch die Sonderaktion Prag wurden alle tschechischen Hochschulen geschlossen. In der sozialistischen Zeit ab 1948 wurde die Lehrerausbildung an Pädagogischen Hochschulen vollständig akademisiert, die Pädagogischen Fakultäten wurden regionalen Hochschulen zugeordnet.

## Einzelbelege
1. ↑  PAULINUS - Wochenzeitung im Bistum Trier. Abgerufen am 7. September 2023.
2. ↑  Kirchliche Schulen: Beliebt im glaubensfernen Tschechien. 28. März 2016, abgerufen am 7. September 2023.
3. ↑  Niels Köhler: Bildungssystem. 15. Mai 2013, abgerufen am 6. September 2023.
4. ↑  Pflicht oder nicht? Tschechien plant, zweite Fremdsprache zum Wahlfach zu machen. 28. April 2022, abgerufen am 7. September 2023.
5. ↑  Aufnahmeprüfungen an Sekundarschulen in Tschechien vertiefen soziale Kluft. 5. April 2023, abgerufen am 6. September 2023.
6. ↑  Tschechien | BQ-Portal. Abgerufen am 6. September 2023.
7. ↑  sadovsky: Das Schulsystem der Tschechischen Republik. In: Purkyňovo gymnázium, Strážnice. (gys.cz [abgerufen am 7. September 2023]).
8. ↑  Tschechisches Bildungssystem. 27. Juli 2021, abgerufen am 6. September 2023.
9. ↑  Centre for the Maturita Examination Reform (CERMAT). 31. Juli 2023, abgerufen am 6. September 2023.
10. ↑  Die Jesuiten in Tschechien: Eine 450 Jahre währende Geschichte. 25. November 2006, abgerufen am 6. September 2023.
11. ↑  Ingrid Stöhr: Zweisprachigkeit in Böhmen. Böhlau Verlag, Köln 2010, ISBN 978-3-412-20566-9, doi:10.7788/boehlau.9783412212858.
12. ↑  Die nationale Wiedergeburt - Prague Minos Guide. Abgerufen am 7. September 2023.
13. ↑  https://is.muni.cz/el/ped/jaro2007/PdZZ_CES/um/2580521/CDROM_DevelopmentEducation_DE.pdf
14. ↑  ČSSR: Wehrerziehung in Schulen. In: Osteuropa. Band 28, Nr. 5, 1978, ISSN 0030-6428, S. A304–A306, JSTOR:44908978.
15. ↑  Martin Jäggle,  Martin Rothgangel,  Thomas Schlag (Hrsg.): Religiöse Bildung an Schulen in Europa. 1: Mitteleuropa (= Wiener Forum für Theologie und Religionswissenschaft). V & R Unipress, Vienna Univ. Press, Göttingen 2013, ISBN 978-3-8471-0076-8.